# Śatakatraya
O Śatakatraya ( em sânscrito:  शतकत्रय ' Os Três Satakas '), (também conhecido como subhāṣita triśati, em sânscrito:  सुभाषित त्रिशति: ' Os trezentos poemas de valores morais ') refere-se a três coleções indianas de poesia sânscrita, contendo cem versos cada. Os três śatakas são conhecidos como Nītiśataka, Śṛṅgāraśataka e Vairāgyaśataka, e são atribuídos a Bhartṛhari.